# Västafrikansk grönbulbyl
Västafrikansk grönbulbyl (Phyllastrephus baumanni) är en fågel i familjen bulbyler inom ordningen tättingar.

## Utbredning och systematik
Fågeln förekommer i låglänta skogar från Sierra Leone och Liberia till södra Nigeria. Den behandlas som monotypisk, det vill säga att den inte delas in i några underarter.

## Status
Arten har ett stort utbredningsområde och beståndet anses vara stabilt. Internationella naturvårdsunionen IUCN listar den därför som livskraftig (LC).

## Namn
Dess vetenskapliga namn är en hyllning till Ernst Baumann (1871-1895), tysk kolonial administratör, kartograf, botaniker, entomolog och samlare i Togoland 1893-1895. Tidigare kallades den baumanngrönbulbyl även på svenska, men tilldelades 2023 ett mer informativt namn av BirdLife Sveriges taxonomikommitté.